# Бой при Сан-Доминго
Бой при Сан-Доминго (англ. Battle of San Domingo или Duckworth's Action) — бой периода Наполеоновских войн между британской и французской эскадрами у острова Санто-Доминго, между мысами Нисао и Каталана. Последний классический эскадренный бой века паруса.

## Предыстория
Зимой 1805 года Брестский флот французов, отстаивавшийся весь год в гавани и пропустивший Трафальгар, наконец зашевелился. После решающей битвы Первый лорд Адмиралтейства Бэрхэм ослабил блокаду, и у французов появилась возможность прорваться. 13 декабря, когда эскадра Корнуоллиса оставила позицию из-за плохой погоды, 11 линейных кораблей, 4 фрегата, корвет и 2 посыльных судна выбрали якоря и вышли из Бреста проливом ля Гуле́.
Флот разделился: эскадра вице-адмирала Лессега должна была доставить 1000 человек для усиления гарнизона Сан-Доминго, затем крейсировать у Ямайки или, если англичане там окажутся слишком сильны, вернуться во Францию через Гранд-Банк. Эскадре контр-адмирала Вильоме предстояло идти в Южную Атлантику, оттуда в Кайенну через Мартинику или Гваделупу, и вернуться во Францию через Святую Елену. Приказы обоим адмиралам носили рекомендательный характер, предлагая запасные районы крейсерства, каждый из которых, по замыслу, обещал изобилие британских торговых судов.
Этот прорыв, хотя и поздно, но показал, чего могли и должны были достичь французы, нанося удары по источнику британского богатства, и растягивая силы Королевского флота. Обе эскадры были достаточно сильны и представляли серьёзную угрозу: флагманом Лессега был 130-пушечный Impérial, кроме него имелись один 80-пушечный, три 74-пушечных корабля и два 40-пушечных фрегата. Эскадра Вильоме примерно равнялась по силе: 80-пушечный Foudroyant (флагман), пять 74-пушечных кораблей и два 40-пушечных фрегата.
В момент разделения эскадр 15 декабря, к западу от о. Уэссан, они были замечены конвоем из 23 «купцов», шедшим из Корка в Вест-Индию, в охранении HMS Arethusa (38) капитан — Чарльз Брисбен, HMS Boadicea (38) и HMS Wasp (18). Брисбен рассредоточил конвой, и смог уйти от французов, после чего отправил Wasp домой с докладом об обнаружении. Новость достигла Англии 24 декабря.
23 декабря между Мадейрой и Канарскими островами Брисбен повстречал эскадру вице-адмирала Джона Дакворта, стерегшую в Кадисе остатки разбитого франко-испанского флота. Получив ранее от коммандера Лангфорда (HMS Lark, 18) известие, что конвой назначением в Горею рассеян французской эскадрой (предположительно, рошфорской эскадрой Альмана (фр. Zacharie Allemand), Дакворт снял блокаду, оставив только пару фрегатов, и отправился на поиски. Никого не найдя, он возвращался на позицию к Кадису, когда наткнулся на Брисбена. Полученные от него новости стали началом цепи курьезов, приведших в итоге к Сан-Доминго.

## Дакворт и Вильоме
В рождественский день Дакворт обнаружил девять парусов и бросился в погоню. Утром 26 декабря 1805 года, когда передовые британские корабли подошли ближе, выяснилось, что только пять или шесть из неизвестных кораблей линейные. Его собственная эскадра растянулась длинной колонной, а HMS Superb, где находился адмирал, ведомый флаг-капитаном Ричардом Китсом, которого молва называла лучшим моряком на флоте, вырвался далеко вперед.
Сославшись на это обстоятельство, Дакворт решил не вынуждать противника (а это был Вильоме) к бою, и отошел для соединения с основной массой своих кораблей. Поскольку на эскадре уже ощущался недостаток воды, он приказал лечь на курс вест, в Вест-Индию. Это необъяснимое решение не возвращаться на позицию, усугубленное выбором места для пополнения — Подветренные острова, вызвало крайнее неудовольствие адмирала Коллингвуда, главнокомандующего в Средиземноморье. Позиция у Кадиса подчинялась ему.
Решение Дакворта относят на его стремление к славе и следование примеру Нельсона. Он отправил вперед на Сент-Китс 40-пушечный фрегат HMS Acasta (капитан Данн, англ. Robert Dunn), для приготовлений к приему воды всей эскадрой. 12 января 1806 Дакворт бросил якорь в бухте Карлайл, Барбадос. Здесь к нему присоединился командующий эскадрой Наветренных островов, контр-адмирал Александр Кокрейн, с 74-пушечными HMS Northumberland (флагман) и HMS Atlas. Оба адмирала понятия не имели о появлении в Вест-Индии Лессега.

## Поиск
Сведения о выходе французов достигли Англии в предрождественский день (см. выше). Но и тогда донесение недооценило их силы, показав на 5 линейных меньше, чем на самом деле. Тем не менее, в полном соответствии с политикой лорда Бэрхэма, немедленно началась подготовка к выходу двух эскадр. Первая под командой вице-адмирала Уоррена (флагман HMS Foudroyant) должна была идти на Мадейру, а если не обнаружит противника, то на усиление адмиралов Кокрейна и Дакра (англ. James Richard Dacres, ямайская эскадра) в Вест-Индию. Её поход не пропал даром — в марте она натолкнулась на возвращавшуюся эскадру Линуа и разбила её.
Вторая эскадра, под командой Ричарда Страчана, к тому времени контр-адмирала, следовала прямо на Святую Елену, а оттуда на соединение с отрядом коммодора Попхэма, чьей задачей было отобрать у голландцев Кейптаун.
Обе были готовы только к концу января, таким образом ситуация оставалась в руках Дакворта.
1 февраля 1806 со шлюпом HMS Kingfisher (коммандер Натаниель Кокрейн, англ. Nathaniel Cochrane) вице-адмирал получил тревожную новость: обнаружены три французских линейных корабля, направлявшихся к Сан-Доминго. Туда и пошел Дакворт, подобрав по пути HMS Epervier (14) и фрегат HMS Magicienne (32).
Эскадру Лессега после неудачной попытки преследовать конвой Брисбена заметно потрепало штормом. Но он высадил войска на Сан-Доминго, дождался отставших кораблей, и был готов выйти в море. 6 февраля, обнаружив поблизости противника, французы обрубили якорные и в 07:30 с бризом от норд-нордвеста вышли из бухты Окка и повернули на вест.

## Ход боя

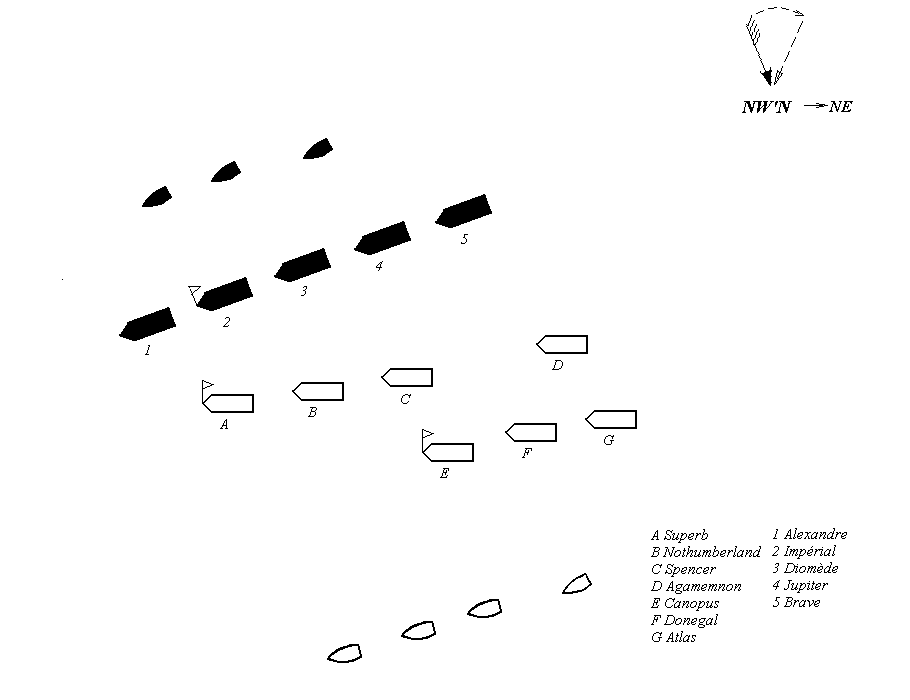
Бой при Сан-Доминго: сближение

Французы выстроили линию во главе с Alexandre (80), за ним Impérial (130, флагман), Diomède, Jupiter и Brave (все 74). 40-пушечные фрегаты Félicité, Comète и корвет Diligente шли параллельной колонной ближе к берегу.
Дакворт построил свои корабли в две линии, сигналом объявив намерение отрезать трех ведущих французов. Правую колонну составляли 74-пушечные HMS Superb, HMS Northumberland и HMS Spencer, а замыкающим HMS Agamemnon (64). Левую вел контр-адмирал Луис (англ. Thomas Louis) на HMS Canopus (80), следом HMS Donegal и HMS Atlas (оба 74). Фрегаты Acasta и Magicienne со шлюпами Epervier и Kingfisher держались мористее линейных.
К 08:00 британцы пришли в относительный порядок; Canopus был на траверзе у Spencer. Но держать позиции удавалось с трудом: мешали слабый ветер и обрастание части кораблей, давно находившихся в море. Agamemnon отстал, вся левая колонна тоже. Правая, оказавшаяся с наветра, справлялась лучше, особенно когда бриз отошел к норд-осту и усилился. Эскадры, имея ход около 8 узлов, спускались под ветер и сближались.

### Бой авангарда
В 10:10 Superb уменьшил паруса и открыл огонь по Alexandre, после чего Northumberland вступил в бой с Impérial. Находившийся от него справа и за кормой Spencer начал бой с Diomède, одновременно его носовые пушки обстреливали французского флагмана.
Под таким натиском Alexandre (капитан Гарро, фр. Garreau) выкатился из линии влево, пытаясь пройти под кормой Northumberland и угрожая продольным огнём Spencer. Но не рассчитал скорость последнего и сам попал под его продольный залп. После этого Стопфорд повернул фодевинд на левый галс и поставил свой корабль параллельно Alexandre, продолжая канонаду.

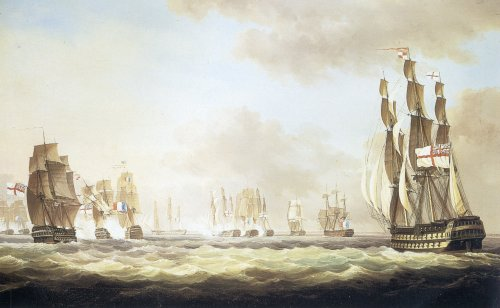
Сан-Доминго. HMS Canopus вступает в бой

### Вторая колонна
Хотя Стопфорд в дыму и неразберихе получил несколько попаданий от своих, он обернул ситуацию в пользу британцев: практически преподнес Alexandre на блюде левой колонне адмирала Луиса. Проходя у него под носом, они один за другим давали залп, приводились и вступали в общий бой. В итоге Alexandre лишился всех мачт, от него остался заваленный обломками корпус. Около 11:00 от огня Стопфорда на нём начался пожар, и Spencer тоже отошел и присоединился к общей свалке. Canopus вел бой с Impérial, Donegal оказался против Brave, Atlas против Jupiter. Вскоре Alexandre спустил флаг, а ещё через десять минут и Brave, после того как Donegal (капитан Малькольм, англ. Malcolm) прошел у него под кормой и дал сокрушительный продольный залп, а затем снова повернул на вест. Теперь уже Atlas зашел вперед Jupiter на поддержку Canopus, а Donegal поравнялся с французом справа, обошел и подрезал ему нос, вынудив Jupiter к столкновению. Как только его бушприт оказался над левой раковиной Donegal, он был прихвачен и принайтовлен, и без дальнейшего сопротивления Jupiter сдался абордажной партии и был взят на буксир. Капитан Малькольм, видя, что центр боя сдвигается к весту, приказал фрегату Acasta овладеть Brave.

### Разгром

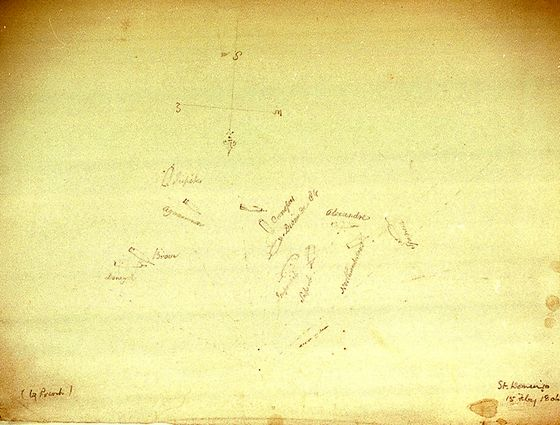
Позиции после 11:00 (план 1806 г)

Superb при поддержке Northumberland продолжал бой с французским авангардом. Дакворт приказал своим кораблям подавить трехдечный и его напарника. Выполняя приказ, Atlas после одного залпа оставил Jupiter и присоединился к кораблям, обстреливающим Impérial. В этот момент, в дыму и сумятице, у Atlas заклинило руль, он получил залп от Diomède, навалился на Canopus и потерял бушприт. Капитан Пим (англ. Pym) хладнокровно скомандовал вынести паруса на ветер, задним ходом разошелся с Canopus, оказался борт о борт с Diomède и разрядил в него батареи правого борта.
Побитая эскадра Лессега была прижата к берегу, между Пунта Нисао и Пунта Каталана. Impérial повернул к берегу и выбросился на мель, при этом рухнула его последняя уцелевшая мачта. Разбитый огнём с Atlas, затем со Spencer и под конец с отставшего Agamemnon, Diomède последовал за флагманом. Он тоже лишился всех мачт. Контр-адмирал Луис не пожелал отворачивать вслед за Superb, а продолжал огонь вместе со Spencer и Atlas. Только когда Impérial прекратил огонь, на нём возник пожар и множество людей кинулось из низов на верхнюю палубу, Луис, не обращая внимания на огонь сидящего на мели Diomède, направил Canopus в море и присоединился к Дакворту.

## Последствия

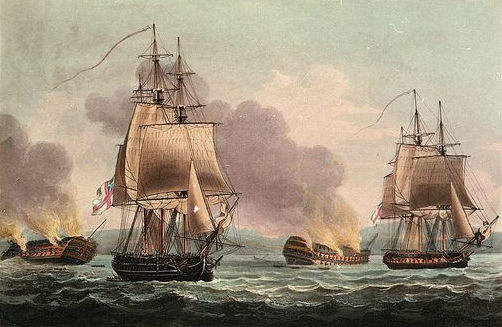
HMS Acasta и HMS Magicienne отходят от подожженных Impérial и Diomède

Видя судьбу больших собратьев, фрегаты Félicité, Comète и корвет Diligente бежали. Позже они без потерь добрались до Франции. Бежали на берег в большинстве команды сидевших на мели кораблей. Оба они разбили на рифах днища, и 8 февраля были сожжены командами Acasta и Magicienne. Перед этим оставшиеся на борту французы были взяты в плен.
Хотя британцы выдержали сильнейший огонь противника, только Northumberland потерял в конце боя грот-мачту. У Donegal была сбита фор-стеньга. Потери британцев в людях (74 убитыми и 264 ранеными) были куда меньше французских (около 1500 всего). Из взятых призов Brave затонул на переходе в Англию, Alexandre был слишком поврежден для дальнейшего использования, но Jupiter был взят в британскую службу как HMS Maida, в честь недавней победы небольшого отряда сэра Джона Стюарта в Калабрии.
Поведение Дакворта не сочли достойным особых почестей, сверх обычных наград, распределенных между офицерами эскадры, хотя успех боя оправдывал оставление им позиции у Кадиса. По словам покидавшего должность лорда Бэрхэма, эта победа «избавляет нас от каких-либо страхов новой разбойной войны в Вест-Индии». Действительно, пришедшая для ремонта на Ямайку эскадра (за исключением Northumberland и Agamemnon, вернувшихся на Барбадос) была встречена «потрясающе». Известие о том, что вест-индская торговля может не опасаться линейных кораблей, немедленно сказалось. Одержанную всего через четыре месяца после Трафальгара победу праздновали во многих британских владениях.
Отделившаяся эскадра Вильоме продолжала крейсерство в Южной Атлантике, затем на Ньюфаундленской банке, и успешно избегала встреч с искавшими её британцами. Но после Ньюфаундленда была рассеяна штормом, корабли укрылись частью в американских, частью в карибских портах. Только четыре линейных корабля из исходных одиннадцати когда-либо вернулись во Францию.
Остальные крупные морские сражения века паруса (например, бой на Баскском рейде) происходили уже не в море, а вблизи берегов на якоре, в них отсутствовал элемент маневра и прорыва линии. В этом смысле бой при Сан-Доминго оказался последним.

## Состав сил
| Британская эскадра      | Британская эскадра                                                          | Британская эскадра       | Британская эскадра                                                   |
| Правая колонна          | Правая колонна                                                              | Правая колонна           | Правая колонна                                                       |
| Название                | Командир                                                                    | Потери убитыми/ ранеными | Примечание                                                           |
| ----------------------- | --------------------------------------------------------------------------- | ------------------------ | -------------------------------------------------------------------- |
| HMS Superb (74)         | (вице-адмирал Дакворт) капитан Ричард Китс                                  | 6 / 56                   | легко поврежден                                                      |
| HMS Northumberland (74) | контр-адмирал Александр Кокрейн капитан Джон Моррисон (англ. John Morrison) | 21 / 79                  | потерял грот-мачту, остальной рангоут и такелаж сильно повреждены    |
| HMS Spencer (74)        | капитан Роберт Стопфорд                                                     | 18 / 50                  | тяжелые повреждения корпуса, рангоут в основном цел                  |
| HMS Agamemnon (64)      | капитан Эдвард Берри (англ. sir Edward Berry)                               | 1 / 13                   |                                                                      |
| Левая колонна           |                                                                             |                          |                                                                      |
| HMS Canopus (80)        | контр-адмирал Томас Луис капитан Френсис Остен (англ. Francis Austen)       | 8 / 22                   | легко повреждён                                                      |
| HMS Donegal (74)        | капитан Палтни Малькольм (англ. Pulteney Malcolm)                           | 12 / 33                  | потерял фока-рей, в остальном легко повреждён                        |
| HMS Atlas (74)          | капитан Самуэль Пим англ. Samuel Pym                                        | 8 / 11                   | потерял бушприт при столкновении с Canopus, румпель поврежден ядрами |
| Другие корабли          |                                                                             |                          |                                                                      |
| HMS Acasta (40)         | капитан Ричард Данн (англ. Richard Dalling Dunn)                            | 0                        | в бою не участвовал                                                  |
| HMS Magicienne (32)     | капитан Адам Маккензи (англ. Adam Mackenzie)                                | 0                        | в бою не участвовал                                                  |
| HMS Kingfisher (16)     | коммандер Натаниель Кокрейн (англ. Nathaniel Day Cochrane)                  | 0                        | в бою не участвовал, отослан в Британию с донесениями                |
| HMS Epervier (14)       | лейтенант Джеймс Хиггинсон (англ. James Higginson)                          | 0                        | в бою не участвовал                                                  |

| Французская эскадра | Французская эскадра                                                                  | Французская эскадра      | Французская эскадра | Французская эскадра | Французская эскадра |
| Линия баталии       | Линия баталии                                                                        | Линия баталии            | Линия баталии | Линия баталии       | Линия баталии       |
| Название            | Командир                                                                             | Потери убитыми/ ранеными | Примечание |                     |                     |
| ------------------- | ------------------------------------------------------------------------------------ | ------------------------ | --- | ------------------- | ------------------- |
| Alexandre (80)      | капитан Пьер-Эли Гарро (фр. Pierre-Elie Garreau)                                     | ок. 300                  | Захвачен вместе с уцелевшей командой, лишившйся мачт и тонущий. Отремонтирован, но для дальнейшей службы непригоден, позже отправлен на слом. |                     |                     |
| Impérial (130)      | вице-адмирал Корантен Лессег капитан Жюльен-Габриель Биго (фр. Julien-Gabriel Bigot) | ок. 500                  | Выбросился на мель и разбился, сожжен британцами 8 февраля. 6 человек попали в плен.                                                          |                     |                     |
| Diomède (74)        | капитан Жан-Батист Анри (фр. Jean-Baptiste Henry)                                    | ок. 250                  | Выбросился на мель и разбился, сожжен британцами 8 февраля. 150 человек попали в плен.                                                        |                     |                     |
| Jupiter (74)        | капитан Гаспар Лэнель (фр. Gaspard Laignel)                                          | ок. 200                  | Захвачен вместе с уцелевшей командой. Взят в британскую службу как HMS Maida                                                                  |                     |                     |
| Brave (74)          | коммодор Луи-Мари Кудэ (фр. Louis-Marie Coudé)                                       | ок. 260                  | Захвачен вместе с уцелевшей командой. Затонул на переходе в Англию                                                                            |                     |                     |
| Другие корабли      |                                                                                      |                          | |                     |                     |
| Comète (40)         |                                                                                      | 0                        | в бою не участвовал, вернулся во Францию |                     |                     |
| Félicité (40)       |                                                                                      | 0                        | в бою не участвовал, вернулся во Францию |                     |                     |
| Diligente (20)      | капитан Раймон Коко (фр. Raymond Cocault)                                            | 0                        | в бою не участвовал, вернулся во Францию |                     |                     |